# Евровизия 1983
Евровизия 1983 е 28-ото издание на песенния конкурс. Провежда се в Мюнхен, тогавашна Западна Германия, на 23 април 1983 г.
Финалът е 5-а победа за Люксембург в конкурса, което изравнява рекорда, поставен от Франция през 1977 г. Това е 2-ра поредна година, в която победилата държава изпълнява последна песента си, и 2-ра поредна година, в която Израел завършва на 2-ро място. За 3-та поредна година песента на последно място не получава точка, като в това издание последни са 2 държави – Испания и Турция.